# Fedor von Brodowski

Fedor von Brodowski

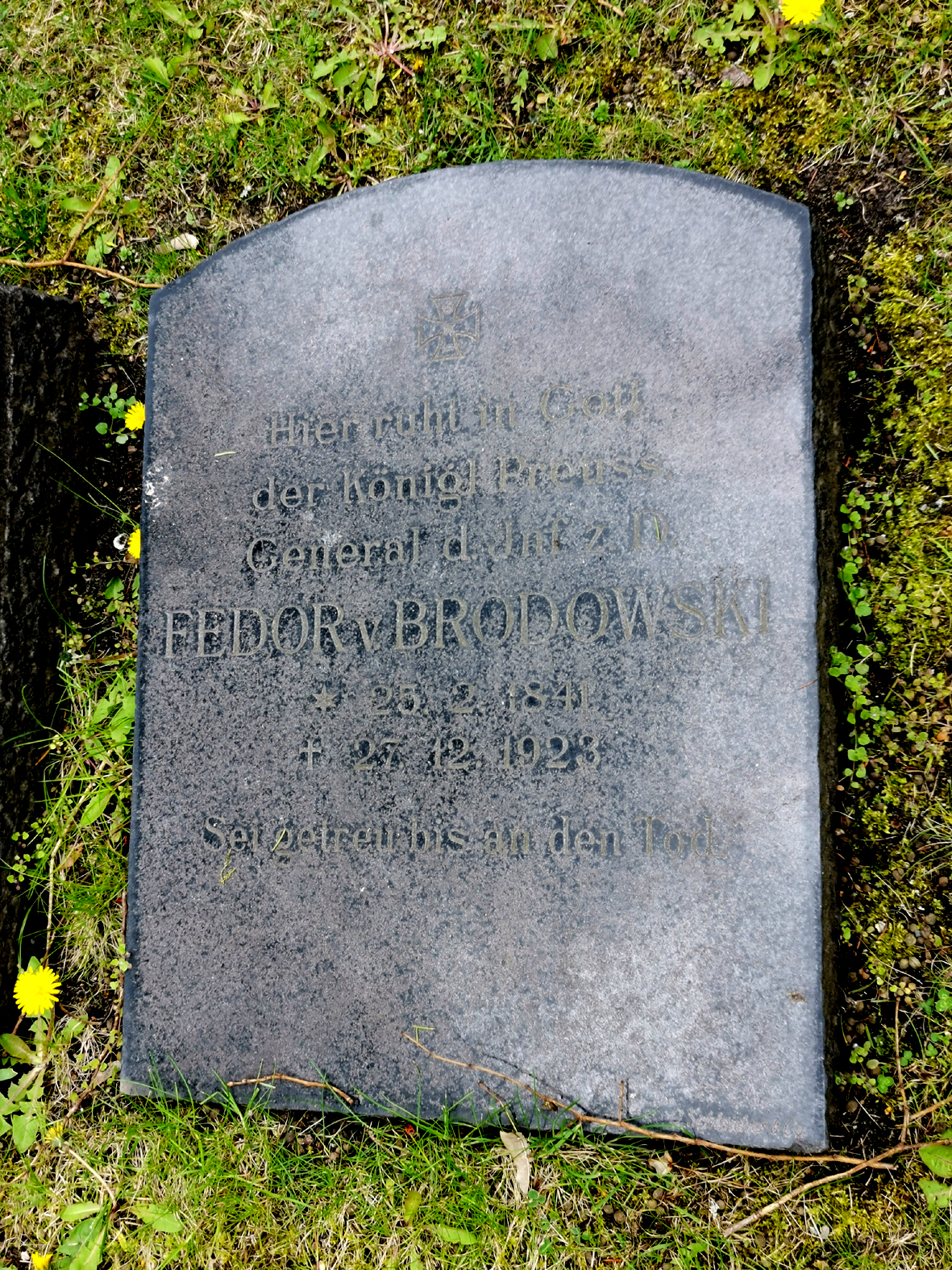
Grab auf dem Friedhof Wannsee (Lindenstraße) in Berlin-Zehlendorf

Fedor von Brodowski (* 25. Februar 1841 in Posen; † 27. Dezember 1923) war ein preußischer General der Infanterie sowie Gouverneur der Festung Ulm.

## Leben
Nach seinem Abitur absolvierte Brodowski seinen Einjährigen-Dienst im Pionier-Bataillon Nr. 5 der Preußischen Armee. Dort wurde er am 10. Mai 1860 zum Portepeefähnrich ernannt. Mit seiner Beförderung zum Sekondeleutnant kam Brodowski am 4. Dezember 1860 nach Breslau zur 2. Ingenieur-Inspektion. Hier verblieb er zwei Jahre, kam dann zur 3. Ingenieur-Inspektion in Koblenz und wurde anschließend am 4. Januar 1864 in das Pionier-Bataillon Nr. 7 versetzt. Mit diesem Bataillon war Brodowski während des Krieges gegen Dänemark 1864 an der Belagerung der Düppeler Schanzen beteiligt. Bei der Erstürmung der Schanze 4 wurde er schwer verwundet und erhielt für seine Leistungen den Roten Adlerorden IV. Klasse mit Schwertern.
Im Deutschen Krieg 1866 kam er nicht zum Einsatz. Brodowski wurde am 30. Oktober 1866 Premierleutnant und am 3. September 1867 zur 1. Ingenieur-Inspektion versetzt. Vom 1. Mai 1868 bis 18. Juli 1870 war er zur Dienstleistung beim Großen Generalstab kommandiert. Nach dem Beginn des Krieges gegen Frankreich 1870 nahm Brodowski an der Schlacht bei Gravelotte teil. Im Anschluss daran kämpfte er vom 19. bis 24. August beim Garde-Schützen-Bataillon und vom 25. August bis 21. Dezember 1870 beim Kaiser Franz Garde-Grenadier-Regiment Nr. 2 bei Beaumont und Sedan. Daran schloss sich die Belagerung von Paris an. Während der Belagerung wurde Brodowski am 22. Dezember 1870 in das Kaiser Franz Garde-Grenadier-Regiment Nr. 2 versetzt.
Mit beiden Klassen des Eisernen Kreuzes ausgezeichnet, wurde er nach dem Frieden von Frankfurt am 23. Dezember 1871 zum Hauptmann befördert und am 13. Januar 1872 zum Kompaniechef ernannt. Unter Stellung à la suite des Generalstabs der Armee wurde Brodowski am 23. Januar 1875 in den Nebenetat des Großen Generalstabs versetzt. Als Major war er vom 17. Oktober 1878 bis 15. März 1882 im Generalstab der 22. Division in Kassel tätig und kam anschließend als Bataillonskommandeur in das 3. Niederschlesische Infanterie-Regiment Nr. 50. In gleicher Funktion wurde Brodowski am 20. November 1883 in das 4. Garde-Regiment zu Fuß versetzt. Mit seiner Beförderung zum Oberstleutnant stieg er zum etatsmäßigen Stabsoffizier im 7. Pommerschen Infanterie-Regiment Nr. 54 auf. Unter Stellung à la suite wurde Brodowski am 10. August 1888 mit der Führung des 1. Hanseatischen Infanterie-Regiments Nr. 75 beauftragt und mit seiner Beförderung zum Oberst am 13. November 1888 zum Kommandeur ernannt. Daran schloss sich vom 16. Juni 1891 bis 17. April 1895 eine Verwendung als Generalmajor und Kommandeur der 70. Infanterie-Brigade in Thorn an. Im Anschluss zum Generalleutnant befördert und nach Brandenburg an der Havel versetzt, war Brodowski bis 2. Juli 1899 Kommandeur der 6. Division. Während dieses Kommandos wurde ihm am 5. November 1895 der Orden der Eisernen Krone I. Klasse verliehen. Am 3. Juli 1899 ernannte ihn Kaiser Wilhelm II. zum Gouverneur der Festung Ulm. Außerdem verlieh er Brodowski am 27. Januar 1901 den Charakter als General der Infanterie. Am 11. September 1901 wurde er von seinem Posten in Ulm und mit Pension zur Disposition gestellt. In Anerkennung seiner langjährigen Verdienste erhielt er am 12. Oktober 1902 das Großkreuz des Roten Adlerordens mit Eichenlaub und Schwertern am Ringe sowie das Großkreuz des Friedrichs-Ordens.
Nach seiner Verabschiedung lebte Brodowski in Charlottenburg.
Er war mit Julie Conrad verheiratet. Die Tochter Wally heiratete den Hauptmann Adolf von Wickede (* 5. Oktober 1865; † 17. Juli 1917). Der spätere Generalleutnant Fritz von Brodowski (1886–1944) war sein Sohn.
Fedor von Brodowski starb 1923 im Alter von 82 Jahren. Sein Grab befindet sich auf dem Friedhof Wannsee II in Berlin-Wannsee. Als Grabmarkierung dient ein liegender Inschriftenstein aus schwarzem Granit.